# Ataki tygrysów na ludzi

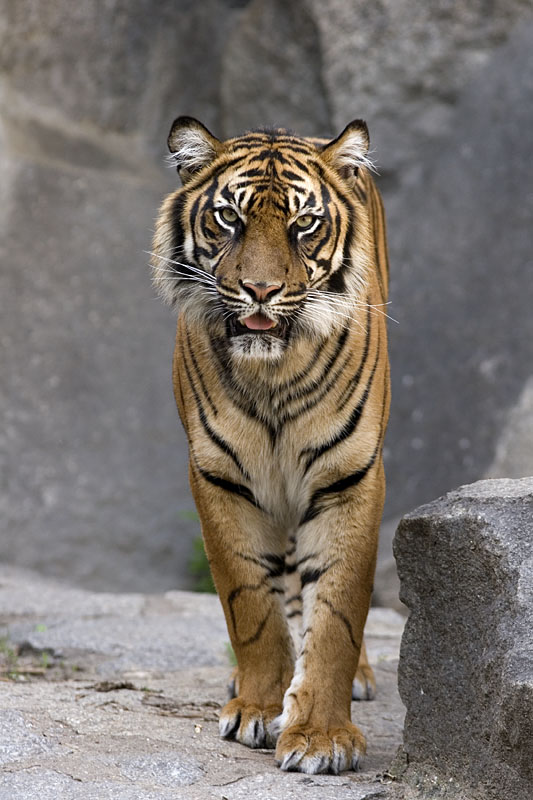
Tygrys bengalski

Tygrysy są zwierzętami-samotnikami, które w razie ran nie mogą liczyć na pomoc stada. Powoduje to, że stare, chore bądź ranne tygrysy poszukują łatwych zdobyczy. Zwłaszcza uszkodzenia zębów, kluczowych do skutecznego łapania, przytrzymania i zabicia ofiary, uniemożliwiają im skuteczne polowanie. Podobny efekt ma nadmierny odstrzał typowych gatunków ofiar przez człowieka.
W latach 20. XX wieku w Indiach odnotowano 7000 przypadków śmiertelnych spowodowanych przez tygrysy. W latach 1978–1984 w małym dystrykcie Kheri – również w Indiach – tygrysy zabiły co najmniej 128 osób. Pomiędzy 1975 a 1981 318 osób zginęło w Parku Narodowym Sundarbans
Najsłynniejszym tygrysem-ludojadem był tygrys z Champawat, grasujący na północy Indii. Zabił łącznie 436 osób.

## Przyczyny ataków
O ile ataki np. tygrysów syberyjskich właściwie się nie zdarzają, problem ten w przypadku tygrysów bengalskich jest bardzo rozpowszechniony w delcie Sundarbans rzeki Ganges w Zachodnim Bengalu i niedaleko granicy po bangladeskiej stronie. Około 600 tygrysów mieszkających w tym regionie, będącym największym ich skupiskiem na świecie, do niedawna zabijało 50-60 osób rocznie. Większa świadomość ludzi zmniejszyła tę liczbę do zaledwie kilku. Warto jednak zauważyć, że nawet przy kilkudziesięciu ofiarach śmiertelnych, ludzie stanowili poniżej 3% zjadanych ofiar, byli więc mało znaczącym dodatkiem do diety.
Przyczyn tak częstych ataków specjaliści dopatrują się w:
- wodzie, której wysokie zasolenie ma prowadzić do zaburzeń psychicznych,
- zbieraniu miodu przez ludzi w lasach, które powoduje wkraczanie na terytorium tygrysa, i wywołuje w nim poczucie zagrożenia; sezon zbierania miodu pokrywa się z czasem, gdy liczba ofiar jest największa (maj),
- typowych przyczynach, takich jak brak innych ofiar czy nauczanie potomstwa zjadania ludzi.

Uważa się też, że tygrysy wychowane w niewoli są szczególnie narażone na to, by stać się ludojadami. Z jednej strony nie posiadają bowiem umiejętności skutecznego polowania na naturalne ofiary, tak niezbędnych do przeżycia, z drugiej strony chętnie będą się zbliżać do osad ludzkich, kojarząc ludzi z jedzeniem. Taka sytuacja miała prawdopodobnie miejsce w przypadku tygrysicy Tary, wychowanej w zoo i wypuszczonej na wolność przez znanego przyrodnika Billy'ego Arjana Singha w rezerwacie tygrysów Dudhwa w Indiach. Singh wraz z dyrekcją rezerwatu próbował oduczać złapane ludojady od ich praktyk przez przenoszenie osobników daleko od ludzkich osiedli i umieszczanie w ich pobliżu różnych gatunków naturalnych ofiar tygrysa. Praktyki te porzucono jednak, stwierdziwszy, że terapia nie zawsze odnosi skutek. Ostatecznie zwiększono strefę buforową pomiędzy rezerwatem a osiedlami, co praktycznie wyeliminowało problem.
Zwiększenie zagrożenia ze strony tygrysów może też być skutkiem nie grzebania zmarłych ludzi, np. podczas działań wojennych. W efekcie może to przyzwyczajać te zwierzęta do ludzkiego mięsa. Przypadki takie są znane szczególnie z wojny w Wietnamie.
Ostatnią przyczyną może być pomyłka. Tygrysy potrafią się przyczaić na schylonego człowieka, ale natychmiast tracą zainteresowanie, gdy ten się wyprostuje. Według statystyki prowadzonej przez słynnego myśliwego wielkich kotów, Jima Corbetta, tygrysy atakują ludzi wyłącznie w dzień.

## Pomysły na odstraszanie
Rząd indyjski poszukiwał środków bezpośrednio zapobiegających atakom. Były to między innymi:
- Noszenie masek na tyle głowy. Sposób wyjątkowo skuteczny (gdyż tygrysy atakują prawie wyłącznie od tyłu), a początkowo jedyna ofiara została zaatakowana z boku. Jednak z czasem tygrysy przyzwyczaiły się do tej sztuczki i jej skuteczność bardzo spadła.
- Noszenie kija na prawym ramieniu; tygrysy prawie zawsze atakują prawą stronę karku, tak więc kij byłby pierwszą przeszkodą utrudniającą tygrysowi skuteczne łowy,
- Wypuszczanie w rejonach ataków świń, które miały stać się ofiarami zastępczymi,
- Umieszczanie w lesie zbiorników ze świeżą wodą (w odniesieniu do hipotezy o wpływie zasolenia wody na zachowania tygrysów); ta metoda nie przyniosła jakichkolwiek rezultatów,
- Zabronienie zbierania liści niektórych drzew, które tygrysice wyjątkowo często upodobały sobie do chowania małych,
- Ustawianie w lesie kukieł o ludzkiej postaci namoczonej ludzkim zapachem, podczas ataku wyzwalających impuls elektryczny o wysokim napięciu, który na krótko ogłusza zwierzę.